# Marcjan Żeleński
Marcjan Żeleński herbu Ciołek (ur. 1625, zm. 1677 w  Krakowie) – burgrabia krakowski w latach 1654-1677, przodek Tadeusza Boya-Żeleńskiego.

## Życiorys
Był synem Stanisława i Elżbiety Rylskiej z Gorlic. Po śmierci ojca odziedziczył majątek w Łuczanowicach i Grodkowicach. W 1649 ożenił się z Marią Tęgoborską (zm. 1666) wnuczką Mikołaja Reja. Z tego małżeństwa na świat przyszło dwóch synów Adam i w 1666 Władysław Bartłomiej. W 1665 został właścicielem wsi Wielkanoc. W 1670 ożenił się powtórnie z Zofią Wielowieyską z pierwszego małżeństwa Bielską córka Aleksandra Wielowieyskiego stolnika kijowskiego. Z drugiego małżeństwa miał dwie córki Marię ur.1671 i rok młodszą Barbarę. W 1667 był sędzią kapturowym województwa krakowskiego. 
Na sejmie abdykacyjnym jako poseł województwa krakowskiego 16 września 1668 podpisał akt potwierdzający abdykację Jana II Kazimierza Wazy. W 1671 został marszałkiem sądów skarbowych i burgrabią krakowskim. W 1674 był elektorem Jana III Sobieskiego z województwa krakowskiego. Zmarł w Krakowie, pochowany został na cmentarzu ewangelickim przy zborze w Wielkanocy.